# Eccritotarsini
Los eccritotarsinos, o Eccritotarsini, es una tribu de hemípteros heterópteros perteneciente a la familia Miridae.

## Subtribus
- Eccritotarsina
- Palaucorina